# Ивакин, Георгий Гаврилович
Гео́ргий Гаври́лович Ива́кин (25 августа 1928, Ташелан, Заиграевский район, Бурятская АССР, РСФСР, СССР — 1991) — советский легкоатлет. Мастер спорта СССР международного класса. Семикратный чемпион и призер, а также восьмикратный рекордсмен Советского Союза по легкой атлетике (800 и 4х400 м).

## Биография
В школьные годы успешно занимался лыжным спортом, побеждал на районных соревнованиях.
В 1948 году установил рекорд Сибири на дистанции 800 метров. Затем в течение трёх лет регулярно его обновлял и устанавливал рекорды на 1500 метров. В 1951 году на соревнованиях в Иваново, на стадионе «Красное Знамя», Ивакин за пару сотен метров до финиша вырвался вперёд, одержав убедительную и красивую победу. В 1952 году на отборочных стартах в Киеве на Олимпийские игры Георгий пробежал 800 метров за 1.51,0.
На Играх в Хельсинки участвовал в беге на 800 метров. Перед стартом предварительного забега один из соперников наступил ему шиповкой на ногу и боль не позволила Ивакину пробежать в полную силу и он финишировал 5-м, не сумев пройти дальше.
После Игр продолжал выступать, побеждал на чемпионатах СССР и устанавливал рекорды Советского Союза.
1 августа 1955 года на соревнованиях в Риге вместе с соотечественниками Евгением Соколовым, Геннадием Модойем и Олегом Агеевым установил мировой рекорд в эстафете 4 × 800 метров — 7:26.4.
Окончил Иркутское военное авиационно-техническое училище. Ушёл в отставку в звании подполковника.